# 1273
El 1273 (MCCLXXIII) fou un any comú començat en diumenge del calendari julià.

## Esdeveniments
- Alfons X el Savi crea el Concejo de la Mesta, associació de ramaders de gran influència a Castella.[1][2]

## Necrològiques
- Mor Guillem de Montgrí, eclesiàstic, conqueridor i senyor feudal d'Eivissa i Formentera.[3]